# Нова Слупя (гміна)
Гміна Нова Слупя (пол. Gmina Nowa Słupia) — місько-сільська гміна у східній Польщі. Належить до Келецького повіту Свентокшиського воєводства.
Станом на 31 грудня 2011 у гміні проживало 9748 осіб.

## Територія
Згідно з даними за 2007 рік площа гміни становила 85.94 км², у тому числі:
- орні землі: 65.00%
- ліси: 28.00%

Таким чином, площа гміни становить 3.82% площі повіту.

## Населення
Станом на 31 грудня 2011:
| Опис     | Загалом | Загалом | Чоловіки | Чоловіки | Жінки | Жінки |
| -------- | ------- | ------- | -------- | -------- | ----- | ----- |
| одиниця  | осіб    | %       | осіб     | %        | осіб  | %     |
| все      | 9748    | 100     | 4844     | 49.69    | 4904  | 50.31 |
| міське   | 0       | 100     | 0        |          | 0     |       |
| сільське | 9748    | 100     | 4844     | 49.69    | 4904  | 50.31 |

## Сусідні гміни
Гміна Нова Слупія межує з такими гмінами: Беліни, Бодзентин, Васнюв, Лаґув, Павлув.